# Kjúšú K11W
Kjúšú K11W Širagiku byl pozemní pokračovací cvičný letoun japonského císařského námořnictva. Šlo o pětimístný jednomotorový celokovový (K11W1) nebo celodřevěný (K11W2) středoplošník s pevným podvozkem ostruhového typu.

## Vznik
K11W vznikl jako pokračovací cvičný letoun pro školení kompletních osádek bombardovacích letounů. Propozice pro jeho vývoj vydalo japonské námořní letectvo v roce 1940 jako náhradu za stroje Micubiši K3M. Specifikace 15-Ši požadovala rozmístění pracovních prostorů cvičené osádky shodně s budoucími dvoumotorovými operačními letouny. Vývoj byl svěřen společnosti Watanabe Tekkošo K. K., od roku 1943 Kjúšú Hikóki K. K., která sídlila v okolí města Fukuoka na ostrově Kjúšú.

## Vývoj

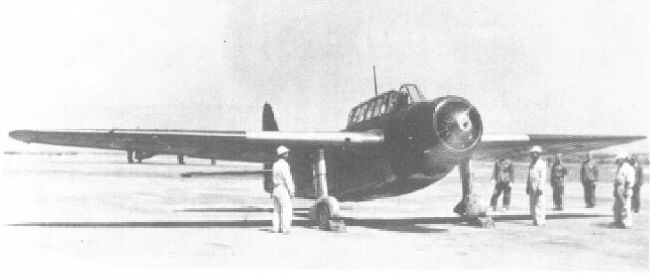
Kyushu K11W na dobové fotografii

Prototyp K11W1, zalétaný v listopadu 1942, měl ještě zatažitelný podvozek, sériové stroje létaly s pevným samonosným. Pohon zajišťoval vzduchem chlazený hvězdicový devítiválec Hitači GK2B Amakaze 21 o maximálním výkonu 378 kW, opatřený krytem NACA a pohánějící dvoulistou dřevěnou nestavitelnou vrtuli. V horní kabinové části nad křídlem byla pod průběžně zaskleným krytem nejprve pilotní kabina, za ní se nacházelo pracoviště radisty/střelce. Ten ovládal směrem vzad zaměřený pohyblivý kulomet vzor 92 ráže 7,7 mm. Ve spodní části trupu za zadním křídlovým nosníkem byla druhá kabina pro bombometčíka a navigátora. Spolu s nimi seděl instruktor. Další výzbroj mohly tvořit dvě pumy po 30 kg.
Vzhledem k deficitu barevných kovů byla v roce 1944 zkonstruována a následně vyráběna celodřevěná verze K11W2. Příležitostně byla nasazována pro přífrontovou dopravu a k protiponorkovému hlídkování při pobřeží.
Vývoj pokračoval z K11W2 odvozeným prototypem speciálního protiponorkového letounu Q2W1 Nankai s technologicky zjednodušeným drakem. Při premiérovém letu v lednu 1945 havaroval během přistání a celý vývojový program byl zrušen.
Před kapitulací Japonska byly obě verze Širagiku upravovány na sebevražedné demontáží veškerého nepotřebného vybavení s instalovanou 250kg pumou v trupu.

## Specifikace

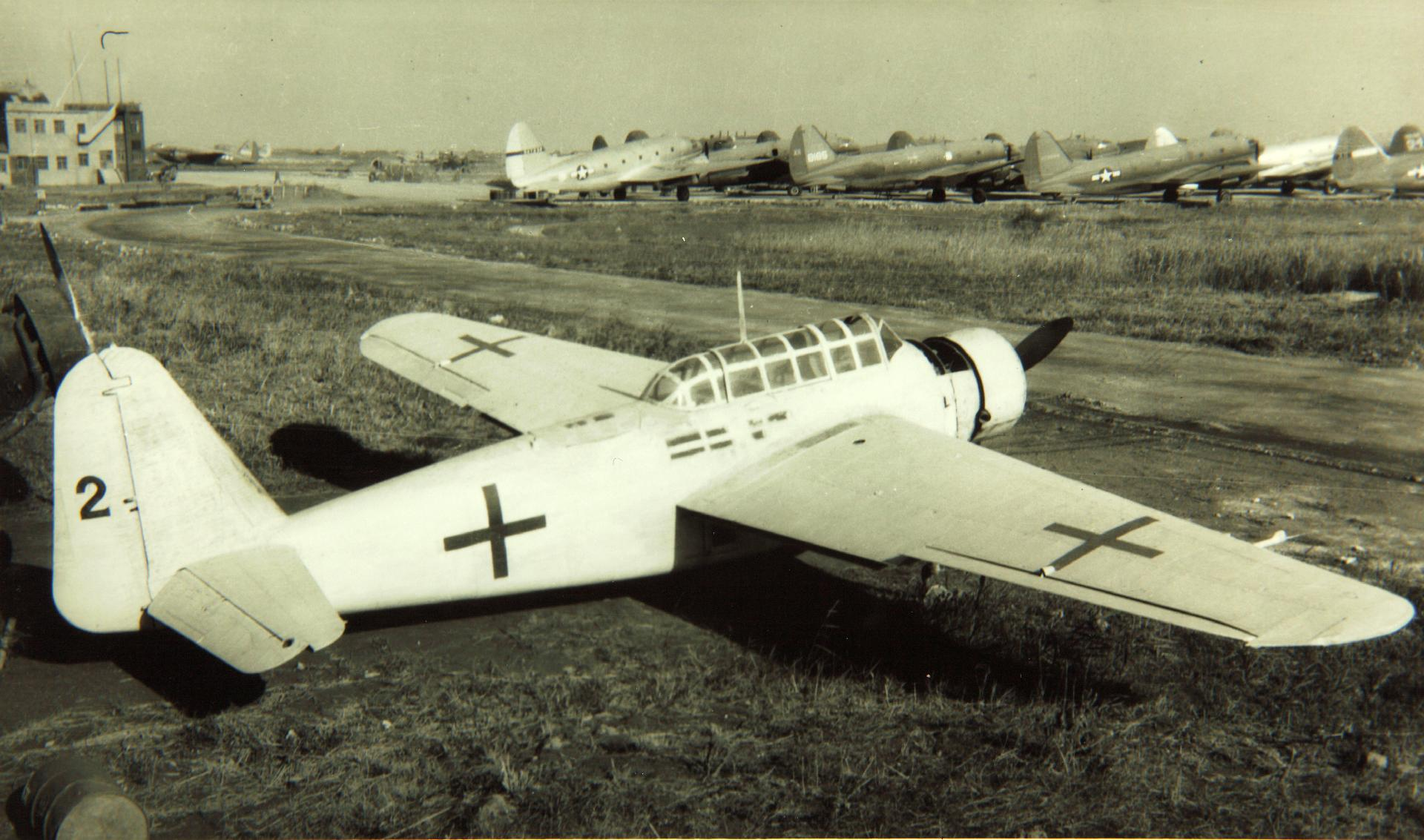
Kjúšú K11W opatřený japonskými kapitulačními výsostnými znaky

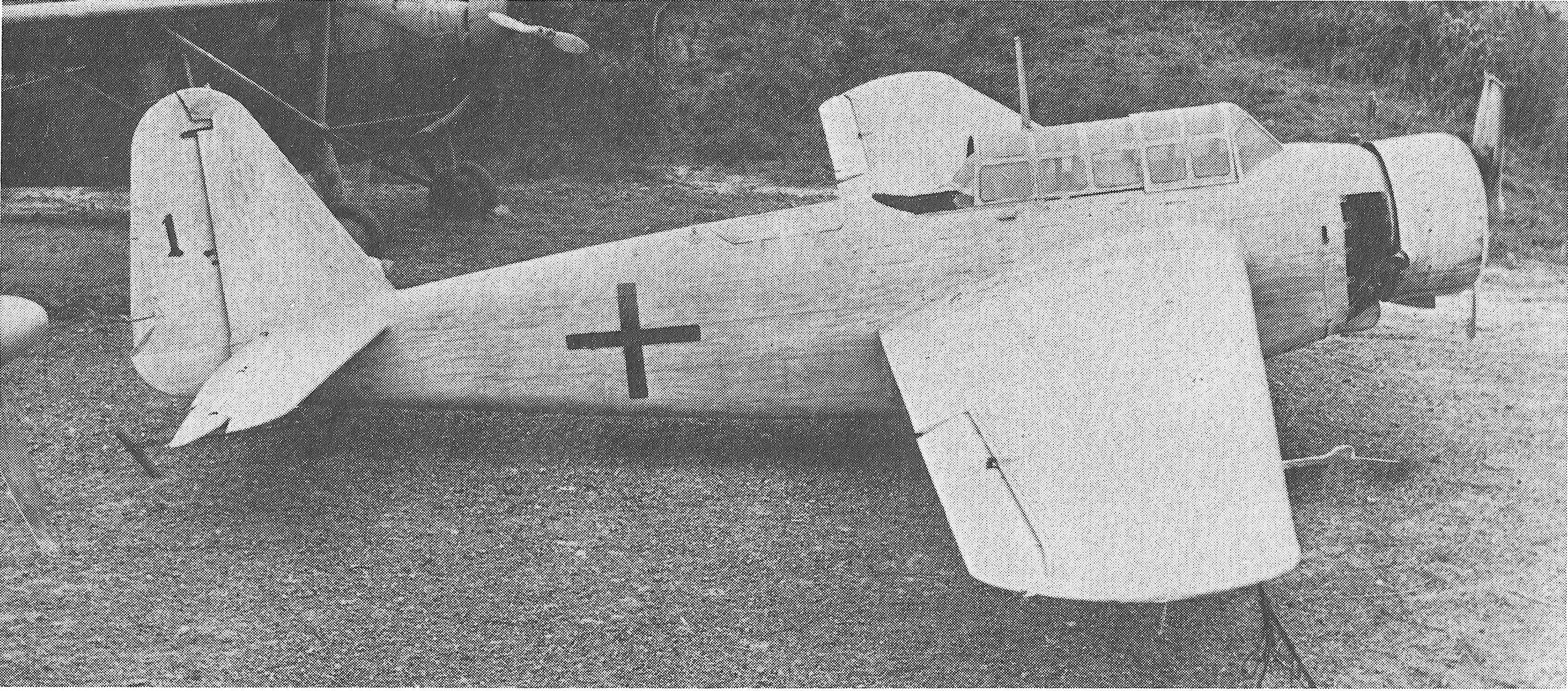
Kjúšú K11W

Údaje dle

### Technické údaje
- Osádka:
- Rozpětí: 15,00 m
- Délka: 10,24 m
- Výška: 3,93 m
- Nosná plocha: 30,50 m²
- Hmotnost prázdného letounu: 1 677 kg
- Maximální vzletová hmotnost: 2 800 kg
- Pohonná jednotka:

### Výkony
- Maximální rychlost v 1 700 m: 230 km/h
- Cestovní rychlost v 1 000 m: 175 km/h
- Výstup na 3 000 m: 19,5 min
- Dostup: 5 620 m
- Dolet: 1 760 km